# Eclipsa de Soare din 2 iulie 2019

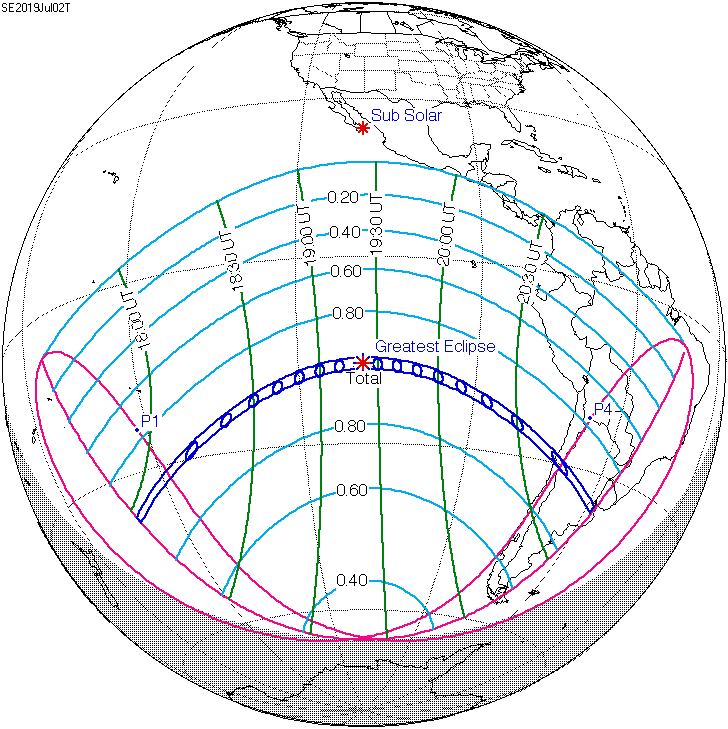
Harta eclipsei generale

O eclipsă totală de Soare a avut loc pe 2 iulie 2019.
De la eclipsă au trecut 5 ani, 266 zile.
A fost cea de a XII-a eclipsă totală din secolul al XXI-lea, însă al XIV-lea pasaj al umbrei Lunii pe Pământ, în acest secol.

## Parcurs

Parcursul eclipsei pe Pământ.

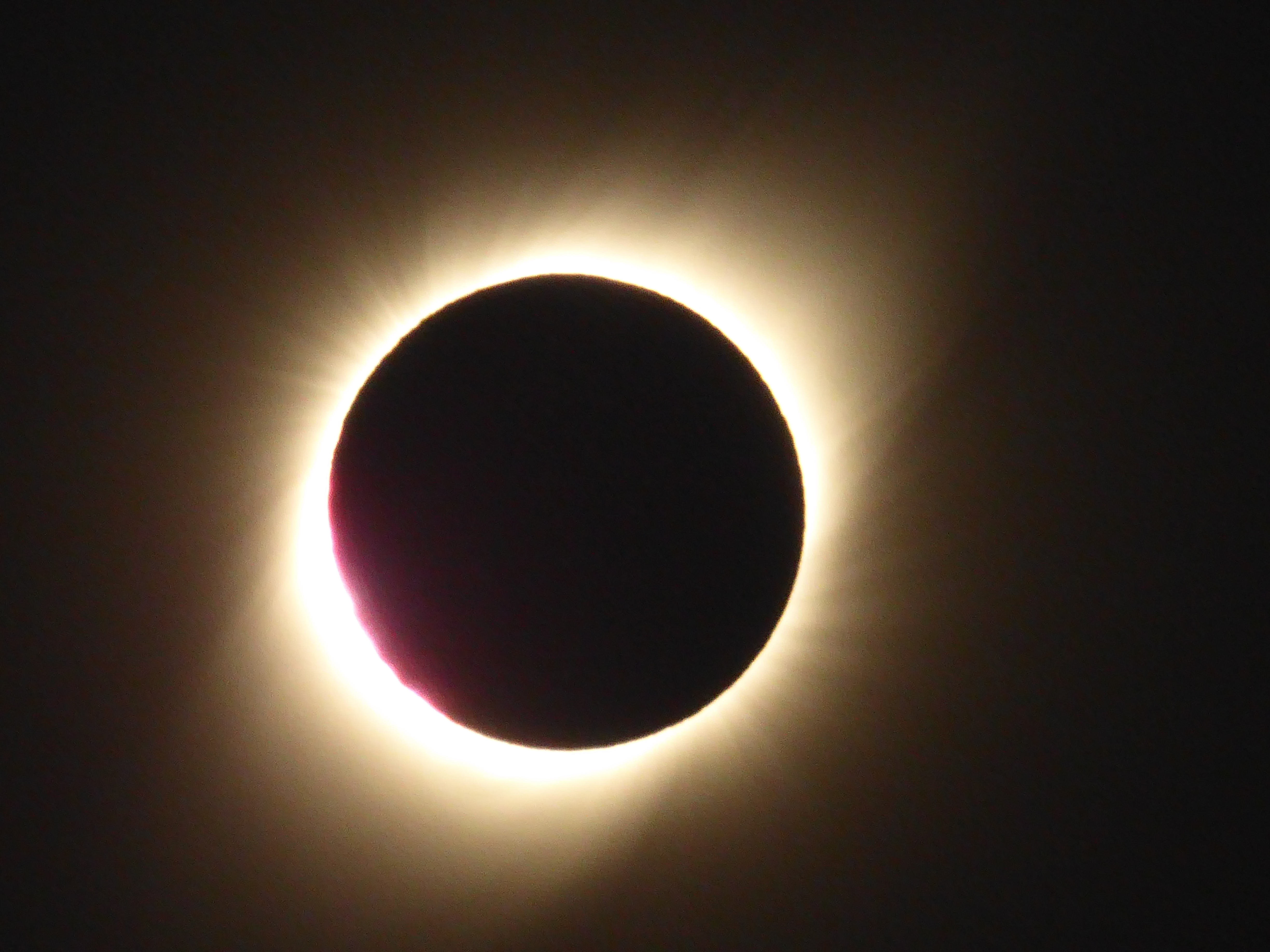
Eclipsa totală văzută la La Serena, Chile

Această eclipsă totală a început peste Oceanul Pacific de Sud și  l-a traversat aproape în întregime; apoi a atins sudul Americii de Sud, aproximativ prin centrul statului Chile în seara locală, și a sfârșit pe coasta estică a Argentinei.

## Vizibilitate
Eclipsa soarelui apare atunci când Luna trece între Pământ și Soare, împiedicând în totalitate sau parțial imaginea Soarelui pentru un privitor pe Pământ. O eclipsă totală a soarelui are loc atunci când diametrul aparent al Lunii este mai mare decât cel al Soarelui, blocând orice lumină directă a soarelui, transformând ziua în întuneric. Totul are loc într-un traseu îngust de-a lungul suprafeței Pământului, cu o eclipsă parțială solară vizibilă pe o zonă de mii de kilometri lățime.
În urma eclipsei solare din America de Nord din 21 august 2017, organizația Astronomii Fără Frontiere au colectat ochelarii de eclipsă pentru redistribuirea în America Latină și Asia pentru eclipsa din 2019.